# Римо-католицька єпархія Куманії
Римо-католицька єпархія Куманії — римо-католицька єпархія латинського обряду на захід від річки Сірет (на території сучасної Румунії) з 1228 по 1241 рік. Землі, включені до єпархії, перебували під пануванням кочових половців приблизно з 1100 року. Католицькі місії розпочалися після того, як 1211 року Андраш II Угорський подарував Тевтонському ордену Бурценланд. Після того, як Андраш вигнав лицарів з території в 1225 році, домініканці продовжили місію серед половців. Два роки по тому Роберт, архієпископ Естергома, охрестив впливового вождя половців Борца.
На початку 1228 року Роберт висвятив угорського домініканського ченця Теодоріка на першого єпископа Куманії. Папа Григорій IX підтвердив хіротонію Теодоріка 21 березня того ж року, а єпархія була підпорядкована Святому Престолу з 1229 року. Єпископська резиденція знаходилася на річці Мілков, але її точне місцезнаходження невідоме. Єпархія включала Бурзенланд та землі на схід від Карпатських гір. Значну частину населення єпархії становили волохи (румуни), які належали до православної церкви. Вони не пішли за католицьким єпископом і переконали багатьох католицьких угорців та саксів прийняти їхніх православних єпископів.
Єпархія була зруйнована під час монгольського вторгнення в Європу в 1241 році, а її майно захопили сусідні землевласники. Францисканський монах був висвячений на кафедру в 1334 році, але він і його наступники (які носили титул єпископа Мілковії) не змогли відновити єпископство і його маєтки.

## Історія

### Передумови (до 1211 року)

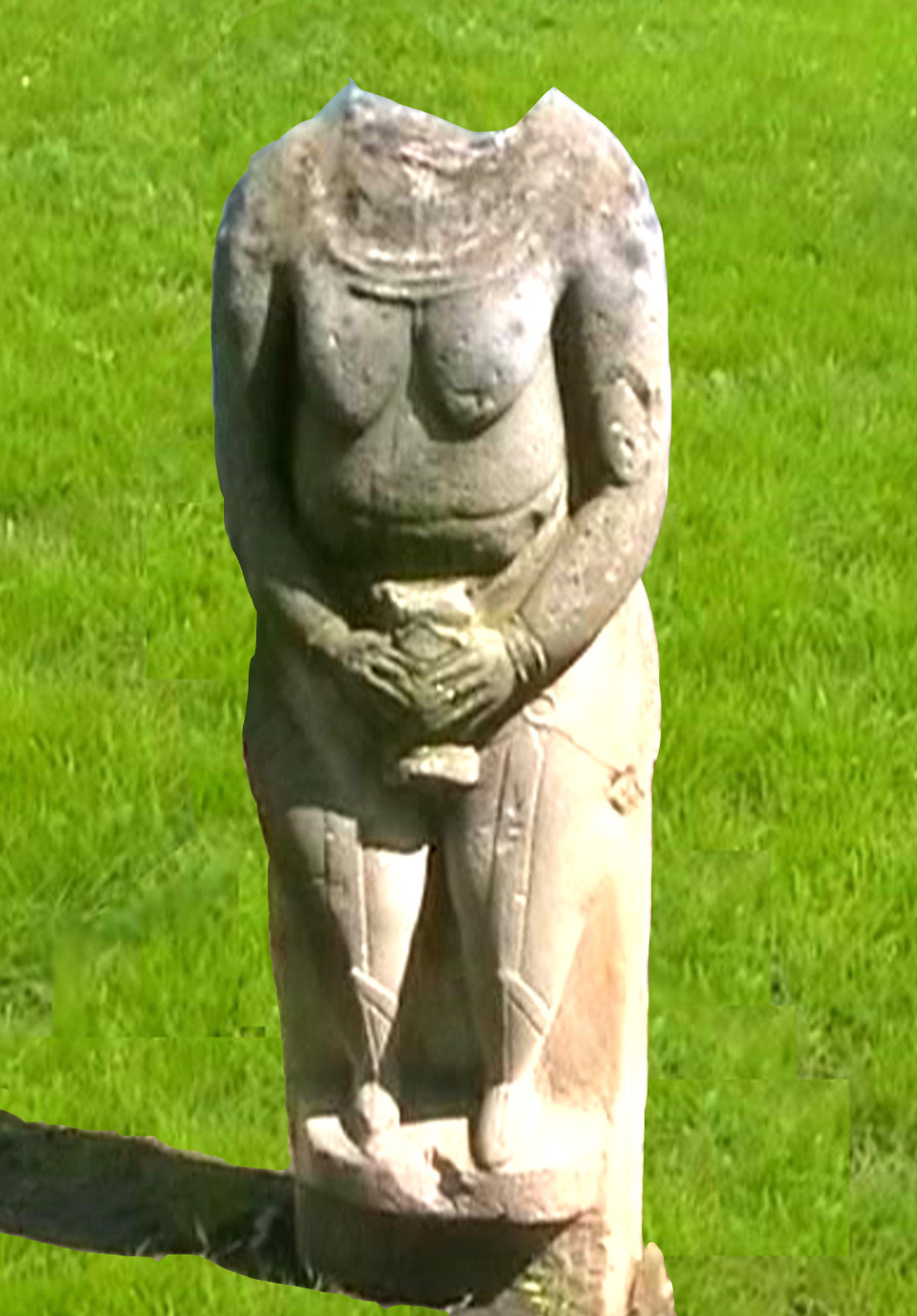
Половецька баба

Приблизно після 1100 року кочові половці контролювали землі на північ від Нижнього Дунаю та на схід від Карпатських гір. Археологічні дослідження показують, що більшість поселень на цій території на той час були покинуті. За словами Іоанна Кіннама, візантійська армія, яка 1166 року вторглася до Угорського королівства, «пройшла через виснажливі та суворі регіони та пройшла через землю, повністю позбавлену людей» перш ніж увійти до Угорщини через Східні Карпати.
Сицилійський мусульманський географ ХІІ століття Мухаммад аль-Ідрісі писав, що дві групи половців (чорні половці та білі половці) були розділені одна від одної річкою Дністер. Описуючи східні кордони Угорського королівства близько 1150 року, Оттон Фрайзінський згадував «відкриту землю Пацинаків та Фалонів» (печенігів та половців). Він описав цю територію як «дуже гарні мисливські угіддя, практично не торкані плугом та мотикою», що свідчить про відсутність тут землеробства. Однак, археологічні дослідження показали, що місцеві жителі займалися сільським господарством у поселеннях Прутського регіону протягом XI та ХІІ століть. Згідно з Іпатіївським літописом, Іван Ростиславич, який претендував на Галицьке князівство (або Галичину), «завдавав шкоди галицьким рибалкам» на Нижньому Дунаї (маючи на увазі, що частини земель між Східними Карпатами та річкою контролювалися галицькими князями). Кумани були язичниками, які поклонялися небу, землі та іншим природним стихіям.
За літописом Никити Хоніата, «волохи, до яких дійшли чутки» про втечу Андроніка Комніна (бунтівного двоюрідного брата візантійського імператора Мануїла I), захопили його 1164 року на кордонах Галичини. Хоніат повідомляв, що волохи, слов'яни та половці також населяли землі між Карпатами та Нижнім Дунаєм, а співпраця волохів з половцями проти Візантійської імперії добре задокументована. За словами Анни Комніни, місцеві волохи показали половцям, які вторглися у візантійські землі на південь від Нижнього Дунаю у 1094 році, «шлях через перевали» Балканських гір. Петро та Асен, лідери повстання болгар та влахів 1186 року проти візантійського правління, влітку 1186 року перетнули нижній Дунай, щоб звернутися за допомогою до половців, і повернулися «зі своїми половецькими допоміжними військами», щоб продовжити боротьбу. «Половці з підрозділом волохів переправилися» через нижній Дунай і вторглися до Фракії у 1199 році.
Однак, також були зафіксовані конфлікти між половцями та волохами. За королівською грамотою 1250 року, король Угорщини Андрій I відправив Йоахіма, графа Германштадтського, очолити армію саксонських, волоських, секейських та печенізьких воїнів на допомогу Борілу в Болгарії після того, як на початку 1210-х років «три вожді з Куманії» повстали проти Боріла Болгарського. Згадка про участь волохів у поході Йоахіма є одним із найдавніших свідчень про те, що волоські громади перебували під владою Угорщини. Волохи мали особливий статус, відмінний від інших простолюдинів в Угорському королівстві. Вони сплачували натуральні податки, такі як квінквагесіма (одна п'ятдесята частина) зі своїх стад; православні були звільнені від десятини, яку сплачували католицькі селяни.

### Навернення половинських племен (1211—1228)
1211 року король Угорщини Андраш II подарував Тевтонському ордену Бурзенланд на південному сході Трансильванії, доручивши їм захищати кордони королівства та навертати на віросповідання сусідніх половців. Король також дозволив лицарям зводити дерев'яні фортеці та розширювати свою владу над Карпатами. Лицарям було дозволено запрошувати колоністів на свої землі, а поселенців звільняли від церковної десятини. За неавтентичною папською буллою, написаною майже десятиліттям пізніше, 1222 року їхня територія простягалася аж до нижньої течії Дунаю та «кордонів Бродників» (регіон Серету). Папські листи також стверджували, що після того, як лицарі їх розгромили, невизначена кількість половців, їхніх дружин і дітей захотіли навернутися. Влада половців різко зменшилася після перемоги монголів над коаліцією руських князів та половських вождів у битві на річці Калка 23 травня 1223 року.
Тевтонські лицарі намагалися повалити короля Андраша та попросили Папу Гонорія III захистити їхні землі. 1225 року король вторгся у володіння лицарів і вигнав їх. Наступного року Андраш зробив свого старшого сина, Белу, герцогом Трансильванії. Герцог Бела, який хотів поширити свою владу над сусідніми племенами половців, підтримував місіонерську діяльність домініканських ченців.

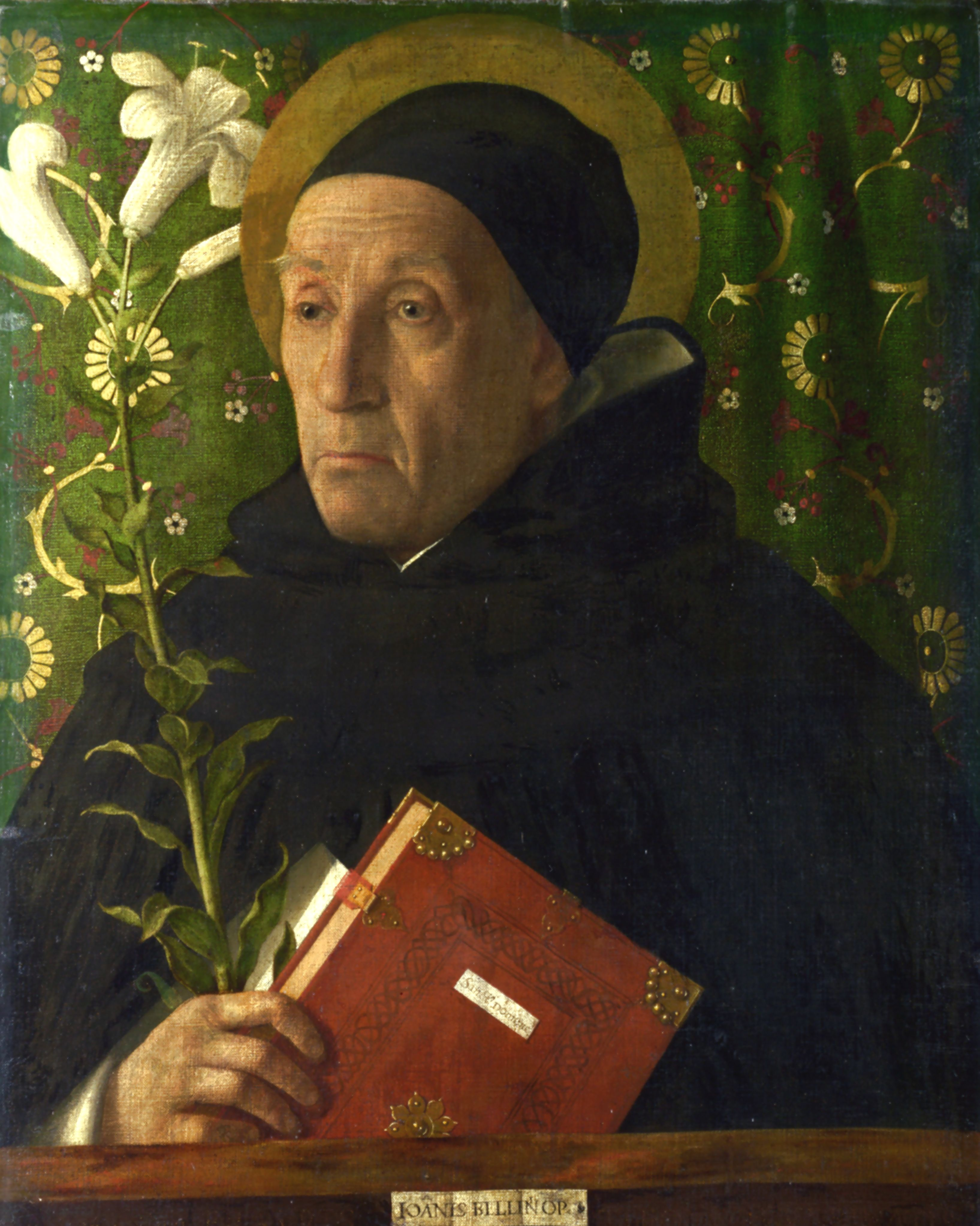
Портрет святого Домініка, який вирішив навернути половців перед смертю Джованні Белліні

За свідченням брата Рудольфа з Фаенци під час канонізації святого Домініка, засновник Домініканського ордену «хотів врятувати всіх людей, християн і сарацинів, але особливо половців та інших язичників» і висловив «своє бажання піти до половців та інших невірних». На початку 1220-х років була створена домініканська провінція Угорщини, одна з перших територій ордену. Павлус Хунгарус, його перший голова, на початку 1220-х років «вирішив надіслати кількох доброчесних братів» до половців. За «Життєвими порадами братів», написаними в 1250-х роках ченцем Жераром де Фраше, вони не досягли успіху та повернулися. Де Фраше писав, що наступна домініканська місія до половців дійшла до Дніпра, але монахи «страждали від голоду, спраги, відсутності укриття і переслідувань; деякі з них потрапили в полон, а двоє були вбиті».
Історик Клаудія Ф. Добре писала, що «шлях для навернення половців був відкритий» після їхньої поразки на річці Калка завдяки підтримці герцогом Белою домініканських місіонерів. Майже сучасник Альберік з Труа-Фонтена писав, що 1227 року син вождя половецького племені відвідав Роберта, архієпископа Естергома в Угорщині і попросив його охрестити його та його 12 васалів. Половецький вельможа також повідомив, що його батько і 2 000 його підданих також бажають приїхати до Трансільванії, щоб прийняти хрещення. Роберт прийняв пропозицію і вирушив до Трансільванії з трьома угорськими прелатами: Варфоломієм ле Гросом, єпископом Печським, Варфоломієм, єпископом Веспремським, і Рейнальдом Бельвільським, єпископом Трансильванії. За літописом Емо Фрісландського, вони зустріли вождя половців «Борца, четвертого за рангом серед головних половців» та охрестили його та його вассалів у присутності герцога Бели.
Кількість половців, які охрестилися разом зі своїм вождем, варіюється від джерела до джерела. Емо вказав «велику кількість», Альберік зазначив 15 000, а австрійські хроніки Ватсоніс, Леобіенс і Клаустронеубургенс описують 10 000 новонавернених. За «Життєвими половинцями», інший вождь половців, який був «ще важливішим лідером», був охрещений «разом приблизно з тисячею своїх родичів». У листі від 31 липня 1228 року до архієпископа Роберта Естергомського Папа Григорій IX висловив радість успіхом місіонерів у «Куманії» та сусідній «землі Бродників».

### Створення і падіння (1228—1241)
Після навернення тисяч половців було створено єпископство Куманії. За Альберіком з Труа-Фонтена, 1228 року архієпископ Роберт Естергомський висвятив Теодоріка на єпископа нової єпархії. 21 березня Папа Григорій підтвердив Хіротонію Теодоріка, який був ченцем у домініканській провінції Угорщини. Папа закликав голову угорських домініканців надіслати нових місіонерів до половців і похвалив герцога Белу, який вирішив відвідати Куманію разом з архієпископом Робертом.

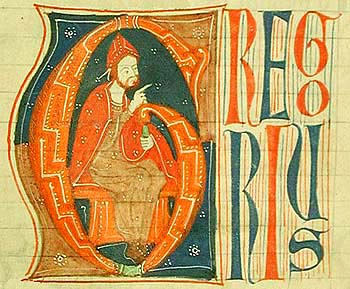
Папа Григорій IX, який підтвердив створення Куманської єпархії

Згідно з листом Папи Григорія 1228 року, кочові половці були готові селитися в новозаснованих селах і містах і будувати церкви. Однак відносини між половцями та їхніми священиками часто були напруженими. 1229 року Папа порадив єпископу Теодоріку Кумаському проявляти милосердя до новонавернених половців, які нападали на священнослужителів, і не карати їх за незначні злочини. 13 вересня 1229 року папа звільнив Куманську єпархію від влади архієпископів Естергома, підпорядкувавши її єпископа безпосередньо Святому Престолу. Щонайменше у чотирьох листах між 1231 і 1234 роками Григорій IX закликав короля Угорщини Андраша II дозволити Тевтонським лицарям повернутися до Куманії. Проте, Угорщина залишалася головним союзником Святого Престолу в Південно-Східній Європі. На початку 1230-х років Андраш II підкреслив свої претензії на щойно завойовані землі, прийнявши титул «короля Куманії». 25 жовтня 1234 року Папа Григорій написав герцогу Белі, нагадавши йому про свою попередню пропозицію побудувати церкву в Куманії та закликавши його надати маєтки єпископу Куманії.
У наступному листі папи, написаному 14 листопада 1234 року, йдеться про те, що в половецькому єпископстві є «певний народ на ім'я „валати“ (волохи)». Волохи отримували свої таїнства не від католицького єпископа, а «від якихось псевдоєпископів грецького обряду». За словами Папи, волохи переконали «угорців, саксів та інших католиків», які оселилися в Куманії, приєднатися до православної церкви. Григорій IX уповноважив єпископа Теодоріка висвятити для волохів католицького єпископа і попросив герцога Белу допомогти Теодоріку встановити свою владу над цими волохами. Лист Папи свідчить про те, що волохи були значною групою (можливо, більшістю) серед народів Куманії, і вони мали власну місцеву церковну ієрархію.
Близько 1240 року монголи знову вторглися в найсхідніші регіони «половців», змусивши десятки тисяч кочовиків шукати притулку в Угорщині чи Болгарії. Під час монгольського вторгнення в Центральну Європу в 1241 році Куманська єпископія була зруйнована. За сучасним Рожером з Торре-Маджоре, Бочетор та «інші королі» повели монгольську армію до «землі єпископа половців» та знищили місцеве військо. Загарбники зруйнували єпископську кафедру та вбили багатьох домініканських ченців:
Після довгих трудів, з Божою поміччю, був заснований монастир, і брати почали впевнено проповідувати серед людей. Тільки Бог може порахувати кількість людей, які день за днем наверталися до віри в Господа нашого Ісуса Христа. У той час як запал і ревність братів у справі навернення язичників зростали все більше і більше, прихований Божий суд попустив гоніння з боку [монголів]. Це не тільки перешкоджало проповіді наших братів, але й змусило багатьох з них достроково відійти до Небесного Царства. До дев'яноста братів відлетіло до Царства Небесного, хто від меча, хто від стріл, списів чи вогню. Місія до цих язичників була перервана, коли в результаті [монгольського] переслідування половці були розсіяні по різних частинах Греції, Болгарії, Сербії та інших прилеглих регіонах. Врешті-решт більшість з них прибула до Угорщини, де їх прийняв король.— Брат Жерар де Фраше: Житія братів

### Наслідки (після 1241 року)

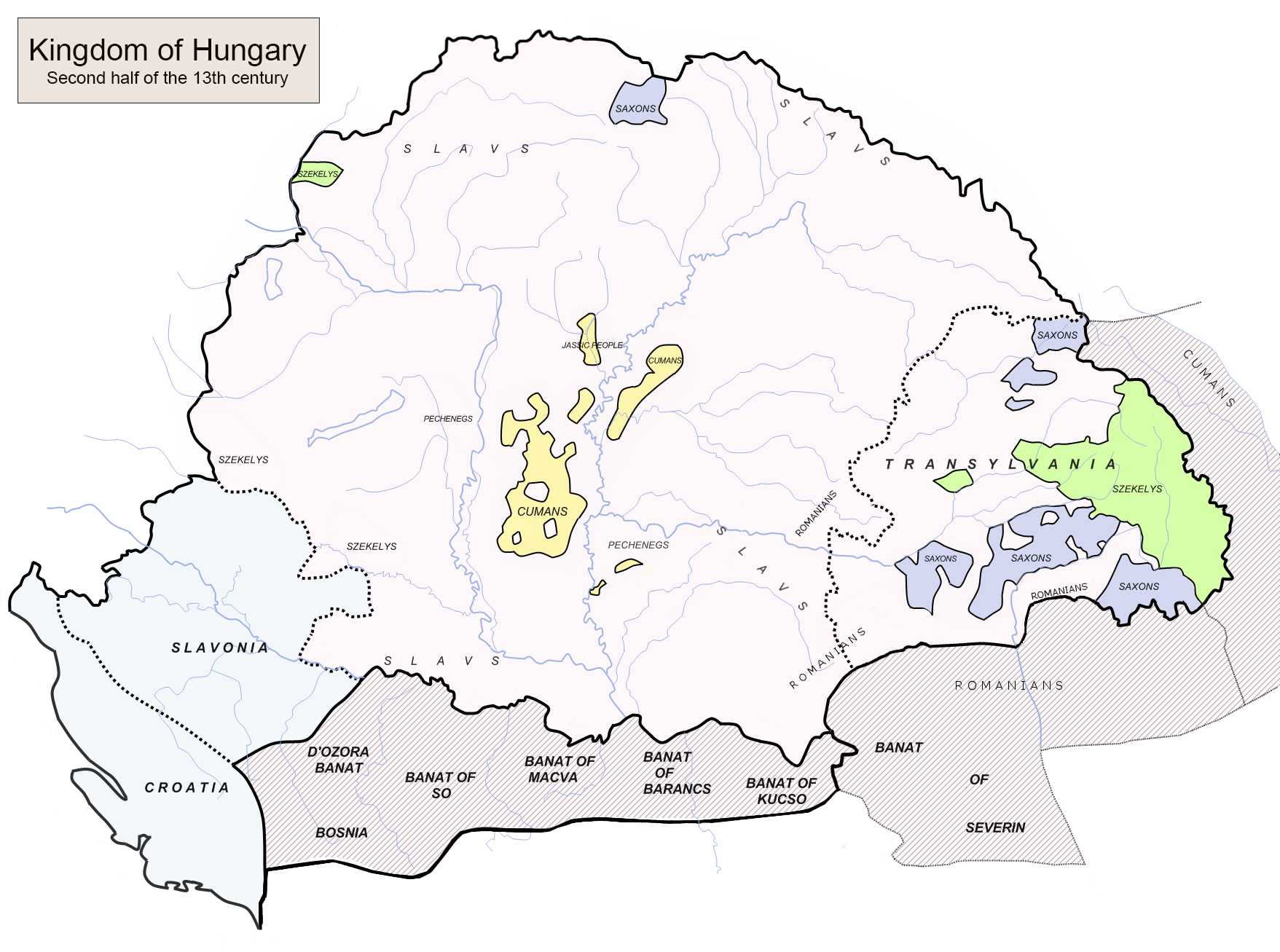
Угорське королівство у другій половині XIII століття (сіра зона на схід від Секеїв та банат Северин були включені до складу єпископства Куманія)

Монголи завоювали степи аж до Нижнього Дунаю. Вони вбили або поневолили багатьох половців, але значні групи половців вижили та до кінця XIV століття зберегли свою окрему ідентичність у Монгольській імперії. Після монгольського вторгнення Святий Престол не відмовився від ідеї прозелітизму в Куманії, а Папа Інокентій IV похвалив домініканців за їхні успішні місії до половців у 1253 році. Однак Папа Миколай III у листі від 7 жовтня 1278 року згадує, що з Куманської єпархії зникли католики, оскільки з часу знищення єпископської кафедри там не було єпископа. Папа закликав Філіпа, єпископа Фермо (свого легата в Угорщині), розслідувати ситуацію в колишньому єпископстві.
Важливу роль у католицьких місіях на землях на схід від Карпат відігравали францисканські ченці. 1239 року Святий Престол уповноважив орден управляти таїнства, будувати церкви та надавати індульгенції в Куманії, поновивши це уповноваження через шість років. Місіонери ризикували життям на землях, підвладних монголам у першій половині XIV століття. 1314 року «сарацини» вбили брата П'єтро да Унгера біля Трансильванії, а 1340 року брати Блазій і Маркус були замучені в Сереті.
1332 року Папа Іван XXII розглядав можливість відновлення єпископства. У листі, адресованому Чанаду Телегді, архієпископу Естергома, він писав, що «могутні цих земель» захопили майно Куманської єпархії. Сподіваючись отримати королівську підтримку для свого плану, папа вирішив призначити францисканця Віта де Монтеферрео (капелана Карла I Угорського) єпископом Мілковії. Хоча папа підтвердив висвячення Віта два роки потому, немає жодних доказів того, що єпископ коли-небудь відвідував свою єпархію. Протягом наступного століття на кафедру Мілковії було висвячено інших єпископів, але їхні спроби повернути власність Куманської єпархії були невдалими.

## Територія та огляд
Межі Куманської єпархії точно визначити неможливо. Рожер з Торре-Маджоре писав, що монголи перетнули річку Серет перед тим, як увійти до Куманської єпархії, що вказує на те, що річка була східним кордоном єпархії. У списку будинків премонстратів в Угорщині 1235 року зазначалося, що «Корона» (нині Брашов у Румунії) знаходилася в Куманській єпархії, що свідчить про те, що вона включала південно-східну Трансильванію. На думку історика Віктора Спінея, «Південно-Східна Трансільванія була включена до складу єпископства, швидше за все, для того, щоб забезпечити постійне джерело доходів від збору десятини для нової церковної структури протягом перших років після навернення половців». Спіней писав, що річка Тротуш, мабуть, утворювала північно-східний кордон єпархії, а річка Бузеу — її південно-східний кордон.
Місцезнаходження єпископської резиденції є предметом наукових дискусій. У своєму листі 1278 року Папа Миколай III писав, що civitas de Mylco (на річці Мілков) є резиденцією куманського єпископа. Ніколае Йорга ідентифікував civitas de Mylco з Одобештем; Костянтин К. Джуреску з Регіу, а потім з Одобештем, і Керол Аунер з Цитаделлю Крачуна в Кимпінянці. За даними археологів Адріана Андрія Русу та Антона Парагіне, резиденція єпископа знаходилася у Фокшані або Виртешкою (де було розкопано невеликі форти XIII століття). За «Життями братів», двох вождів половців було поховано «в каплиці Пресвятої Діви», що вказує на те, що в єпископстві була збудована принаймні одна каплиця. У листі Папи Миколая 1278 року також згадується собор, зруйнований монголами. Домініканець Теодорік служив єпископом при Роберті, архиєпископі Естергомському з 1228 по 1234 рік або пізніше. Папські документи згадують про неназваного єпископа Куманії в 1235 і 1238 роках.

### Первинні джерела
- Anna Comnena: The Alexiad (Translated by E. R. A. Sewter) (1969). Penguin Books. ISBN 978-0-14-044958-7.
- Deeds of John and Manuel Comnenus by John Kinnamos (Translated by Charles M. Brand) (1976). Columbia University Press. ISBN 0-231-04080-6.
- «Master Roger's Epistle to the Sorrowful Lament upon the Destruction of the Kingdom of Hungary by the Tatars» (Translated and Annotated by János M. Bak and Martyn Rady) (2010). In Rady, Martyn; Veszprémy, László; Bak, János M. (2010); Anonymus and Master Roger; CEU Press; ISBN 978-963-9776-95-1.
- O City of Byzantium, Annals of Niketas Choniatēs (Translated by Harry J. Magoulias) (1984). Wayne State University Press. ISBN 978-0-8143-1764-8.
- The Deeds of Frederick Barbarossa by Otto of Freising and his Continuator, Rahewin (Translated and annotated with an introduction by Charles Christopher Mierow with the collaboration of Richard Emery) (2004). Columbia University Press. ISBN 0-231-13419-3.

### Вторинні джерела
- Curta, Florin (2006). Southeastern Europe in the Middle Ages, 500–1250. Cambridge University Press. ISBN 978-0-521-89452-4.
- Dobre, Claudia Florentina (2009). Mendicants in Moldavia: Mission in an Orthodox Land. Aurel Verlag und Handel Gmbh. ISBN 978-3-938759-12-7.
- Engel, Pál (2001). The Realm of St Stephen: A History of Medieval Hungary, 895–1526. I.B. Tauris Publishers. ISBN 1-86064-061-3.
- Kristó, Gyula (2003). Early Transylvania (895–1324). Lucidus Kiadó. ISBN 963-9465-12-7.
- Makkai, László (1994). The Emergence of the Estates (1172–1526). У Köpeczi, Béla; Barta, Gábor; Bóna, István; Makkai, László; Szász, Zoltán; Borus, Judit (ред.). History of Transylvania. Akadémiai Kiadó. с. 178–243. ISBN 963-05-6703-2.
- Pop, Ioan-Aurel (2013). "De manibus Valachorum scismaticorum...": Romanians and Power in the Mediaeval Kingdom of Hungary: The Thirteenth and Fourteenth Centuries. Peter Lang Edition. ISBN 978-3-631-64866-7.
- Rădvan, Laurenţiu (2010). At Europe's Borders: Medieval Towns in the Romanian Principalities. BRILL. ISBN 978-90-04-18010-9.
- Sălăgean, Tudor (2005). Romanian Society in the Early Middle Ages (9th–14th Centuries AD). У Pop, Ioan-Aurel; Bolovan, Ioan (ред.). History of Romania: Compendium. Romanian Cultural Institute (Center for Transylvanian Studies). с. 133—207. ISBN 978-973-7784-12-4.
- Spinei, Victor (1986). Moldavia in the 11th–14th Centuries. Editura Academiei Republicii Socialiste Româna.
- Spinei, Victor (2008). The Cuman bishopric — Genesis and evolution. У Curta, Florin; Kovalev, Roman (ред.). The Other Europe in the Middle Ages: Avars, Bulgars, Khazars, and Cumans. Brill. с. 413—456. ISBN 978-90-04-16389-8.
- Spinei, Victor (2009). The Romanians and the Turkic Nomads North of the Danube Delta from the Tenth to the Mid-Thirteenth century. BRILL. ISBN 978-90-04-17536-5.
- Zsoldos, Attila (2011). Magyarország világi archontológiája, 1000–1301 [Secular Archontology of Hungary, 1000–1301]. História, MTA Történettudományi Intézete. ISBN 978-963-9627-38-3.

## Додаткова інформація
- Vásáry, István (2005). Cumans and Tatars: Oriental Military in the Pre-Ottoman Balkans, 1185–1365. Cambridge University Press. ISBN 0-521-83756-1.